# Machézal
Machézal település Franciaországban, Loire megyében. Lakosainak száma 401 fő (2022. január 1.). Machézal Amplepuis, Les Sauvages, Chirassimont, Fourneaux, Saint-Cyr-de-Valorges és Joux községekkel határos.

## Népesség
A település népességének változása:
| Lakosok száma | 353  | 315  | 306  | 402  | 409  | 396  | 382  | 391  | 395  | 401  |
|               | 1968 | 1982 | 1990 | 2006 | 2013 | 2015 | 2017 | 2019 | 2020 | 2022 |